# Castelul Haller din Mihai Viteazu
Castelul Haller din Mihai Viteazu este un monument istoric aflat pe teritoriul satului Mihai Viteazu, comuna Saschiz.